# Santibáñez de La Fuente
Santibáñez de La Fuente (asturisch Santibanes de la Fonte) ist eine von 18 Parroquias mit ca. 450 Einwohnern in der Gemeinde Aller der autonomen Gemeinschaft Asturien im Norden Spaniens.

## Lage und Klima
Der Ort Santibáñez de La Fuente liegt in einer Höhe von ca. 575 m in den bewaldeten Südabhängen des Kantabrischen Gebirges. Die nächstgrößere Ort ist Cabañaquinta, der 8 km entfernte Hauptort der Gemeinde Aller. Oviedo, die Hauptstadt Asturiens, liegt gut 40 km (Fahrtstrecke) nordwestlich; die Biscaya-Küstenstadt Gijón befindet sich ca. 60 km nördlich. Der Ort hat ein durchaus regenreiches Klima mit vergleichsweise milden Wintern.

## Dörfer und Weiler
Das Parroquia umfasst die Dörfer und Weiler (pedanías)
- Collanzo
- La Fuente
- Llanos
- Santibáñez de la Fuente

## Feste und Feiern
- 3. Februar Fiesta de San Blas
- 2. Wochenende im September Fiesta de Cristo del Amparo

## Sehenswürdigkeiten
- Die spätromanische Kirche San Juan Bautista ist Johannes dem Täufer geweiht; sie wurde mehrfach umgebaut und ergänzt, doch entsprechen das von einem offenen Dachstuhl überspannte Kirchenschiff und das tonnengewölbte Vorchorjoch noch weitgehend dem Originalzustand der Zeit um 1300. Die eigentliche Apsis wurde jedoch im 15. Jahrhundert in gotischem Stil erneuert und mit Strebepfeilern stabilisiert; das dort befindliche Altarretabel (retablo) ist barock. Die Kirche verfügt noch über mehrere romanische Kapitelle; der Triumphbogen im Übergang zum Chor zeigt seitliche Zackenbogenornamente.

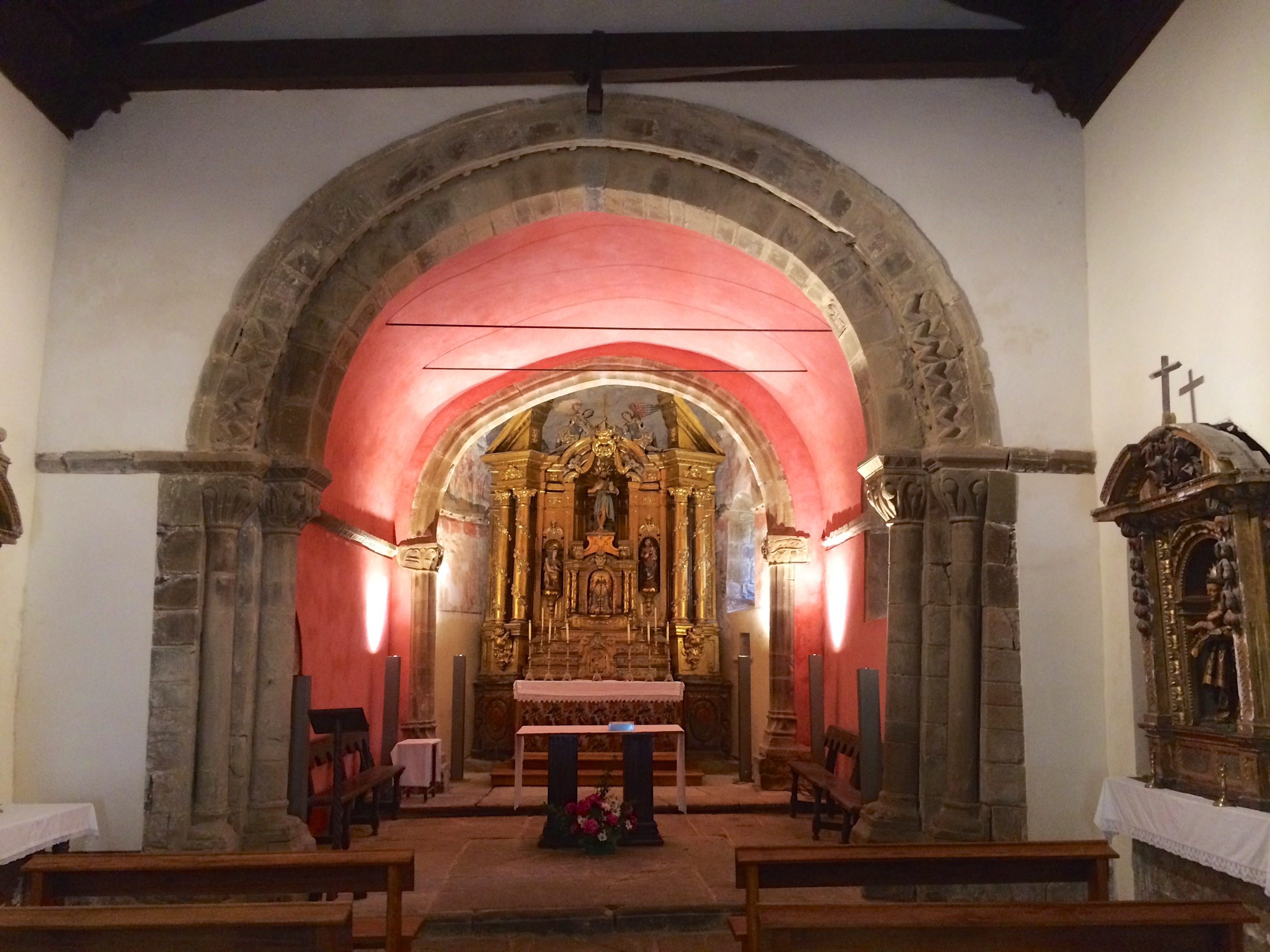
Blick in die Apsis
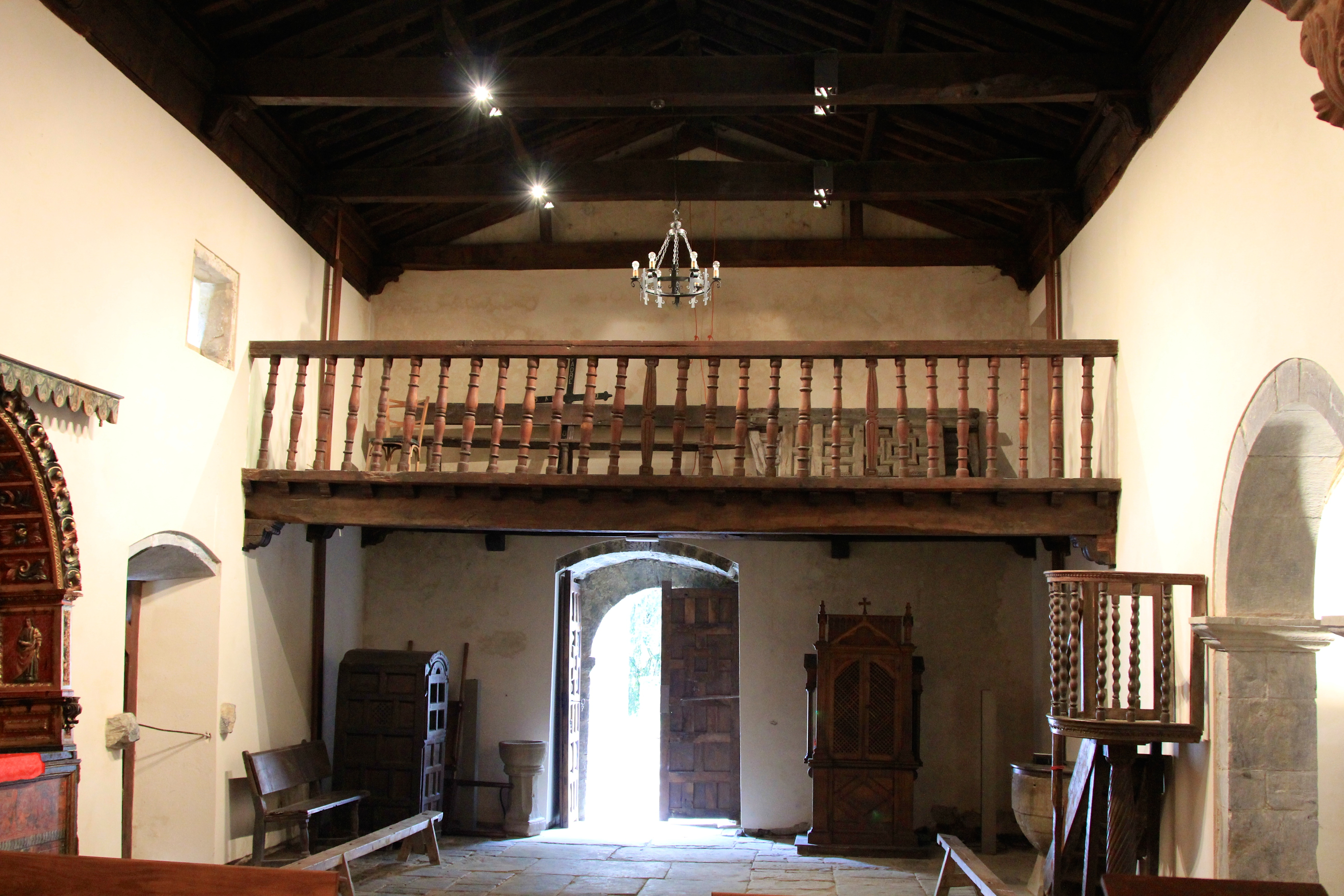
Blick nach Westen
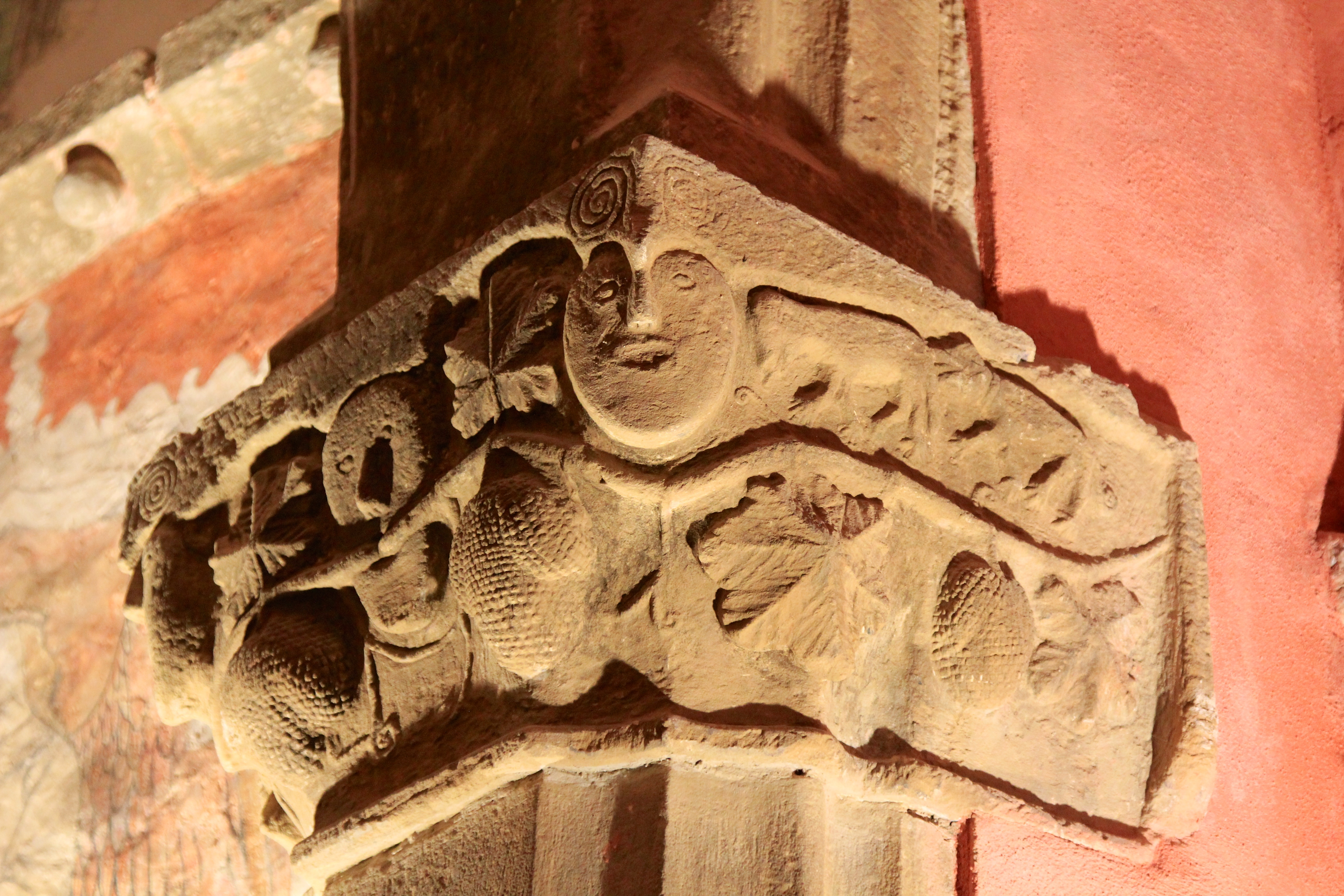
Kapitell
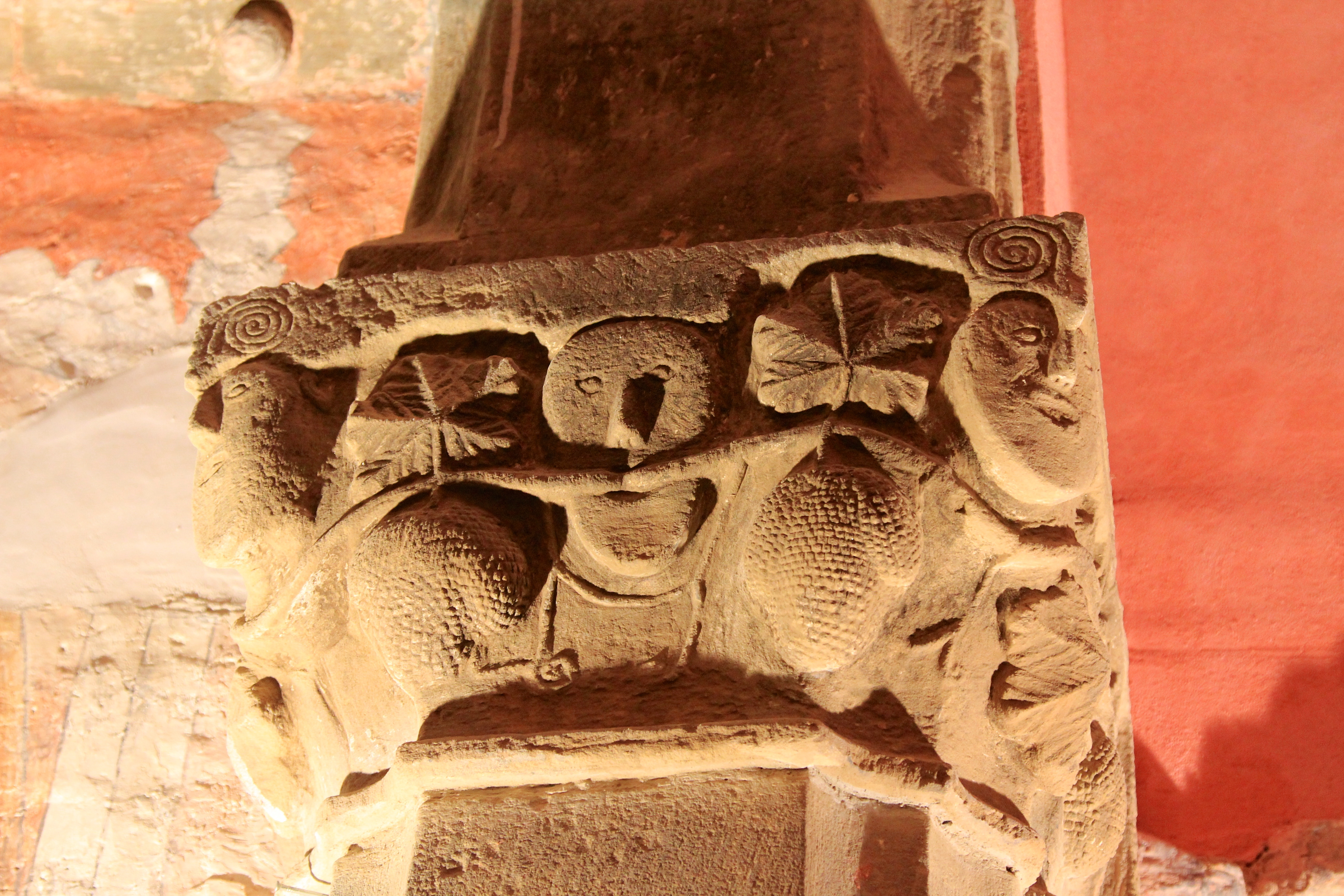
Kapitell
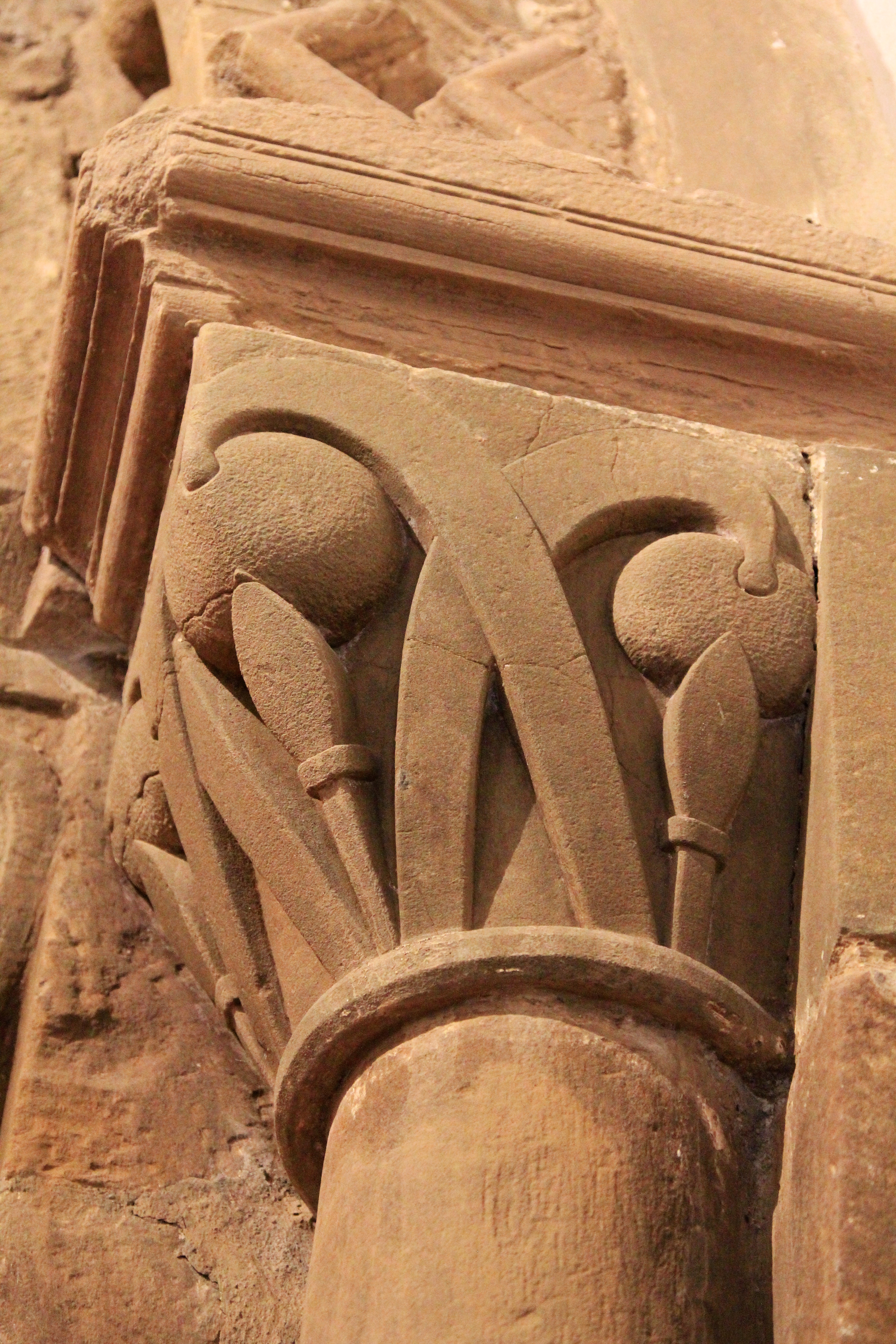
Kapitell
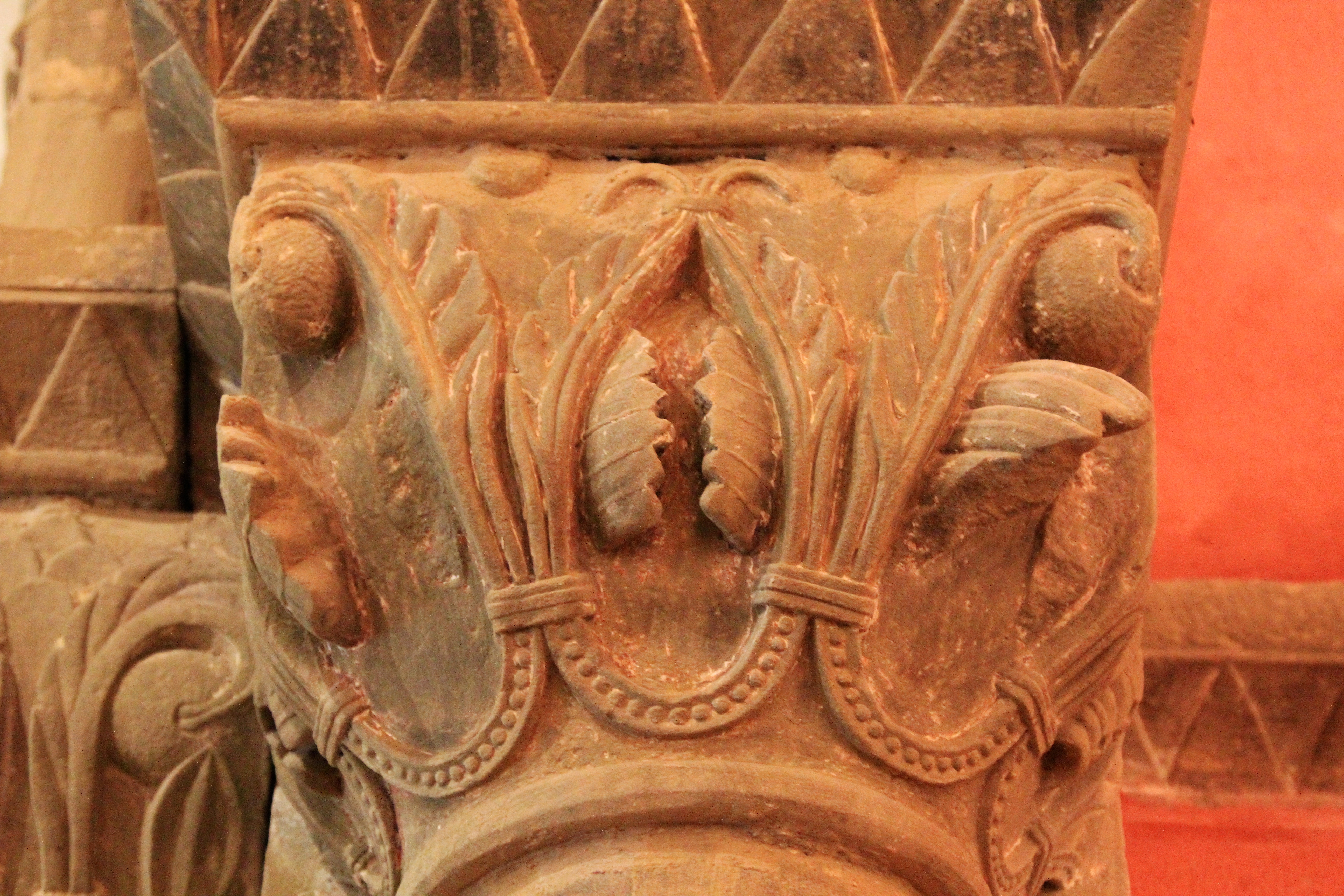
Kapitell

- Unmittelbar neben der Kirche steht eine mindestens 500 Jahre alte Eibe (tejo) mit einem Stammumfang von über 3 m.